# Blue Stars
Blue Stars is een Nederlandse handbalvereniging uit het Groningense Winschoten. De club is opgericht in 1939. Anno 2020 heeft de vereniging een damesteam en vier jeugdteams.
In het seizoen 2020/2021 speelt het eerste damesteam in de tweede klasse.